# Sali Noyan
Sali Noyan fou un general mongol del segle XIII.
A la primera meitat del segle xiii foren enviats importants contingents mongols com a guarnició a les fronteres de l'Índia i Caixmir. Els van aportar els caps de diversos ulus: Txagatai, Joci i Ogodei. El 1253 Mongke va enviar a Sali Noyan per fer-se càrrec de les seccions enviades per Txagatai i Ogodei; Sali Noyan va establir residència a Qunduz i Baghlan i el contingent va esdevenir una guarnició permanent que ben aviat es va posar al servei d'Hulagu. Les tropes enviades per Joci anaven manades per Neguder (Nikudar) i vers el 1260 encara era viu i es mantenia independent de Sali Noyan i de Hulagu, responent directament davant els kans jòcides.
Vers el 1280 les tropes de Sali Noyan havien esdevingut un grup separat, però encara poc cohesionat i poc unificat. Una secció era dependent directament del Il-kan mentre que un altre operava a la regió de Badghis, al Khurasan (Herat). Els amirs de les dues seccions eren nomenats pels il-kan i no era un càrrec hereditari tot i que a la secció principal de Kunduz i Baghlan en certa manera ho fou almenys per un temps ja que a Sali Noyan el va succeir el seu fill Uladu (o Uyadu) i a aquest el seu fill Baktut o Bagtüt (que a l'inici del segle xiv apareix donant suport a Yasaur en la seva rebel·lió contra els il-kans).
La residència que va establir Sali Noyan es va dir Sali Sarai (Palau de Sari), prop de Kunduz i Baghlan. Aquesta residència es va mantenir amb el mateix nom sota els seus successors.

## Referència
- The rise and rule of Tamerlan, per B. F. Manz, Cambridge University Press, ISBN 978-0-521-63384-0.